# Unión Deportiva Almansa
Unión Deportiva Almansa è una squadra di calcio spagnola della città di Almansa fondata nel 1992, gioca nella Tercera División - Gruppo 18. Lo stadio della squadra è l'Estadio Polideportivo Municipal Paco Simón con capacità di 5,000 posti a sedere.
La squadra conta:
- 1 stagione in Segunda División B
- 22 stagioni in Tercera División
- 1 stagione in Tercera División RFEF

## Giocatori famosi
- Juan Carlos García
- Martín Irazoki

## Palmarès

### Competizioni nazionali
- Tercera División: 1

2004-2005

### Altri piazzamenti
- Tercera División:

Secondo posto: 2008-2009, 2011-2012, 2014-2015, 2018-2019
Terzo posto: 2007-2008